# Frankfort (Indiana)
Frankfort is een plaats (city) in de Amerikaanse staat Indiana, en valt bestuurlijk gezien onder Clinton County.

## Demografie
Bij de volkstelling in 2000 werd het aantal inwoners vastgesteld op 16.662.
In 2006 is het aantal inwoners door het United States Census Bureau geschat op 16.475, een daling van 187 (-1,1%).

## Geografie
Volgens het United States Census Bureau beslaat de plaats een oppervlakte van
13,3 km², geheel bestaande uit land. Frankfort ligt op ongeveer 250 m boven zeeniveau.

## Plaatsen in de nabije omgeving
De onderstaande figuur toont nabijgelegen plaatsen in een straal van 20 km rond Frankfort.

## Geboren
- Will Geer (9 maart 1902), acteur